# Gustav Vasas kungsgård och Ålstens marker

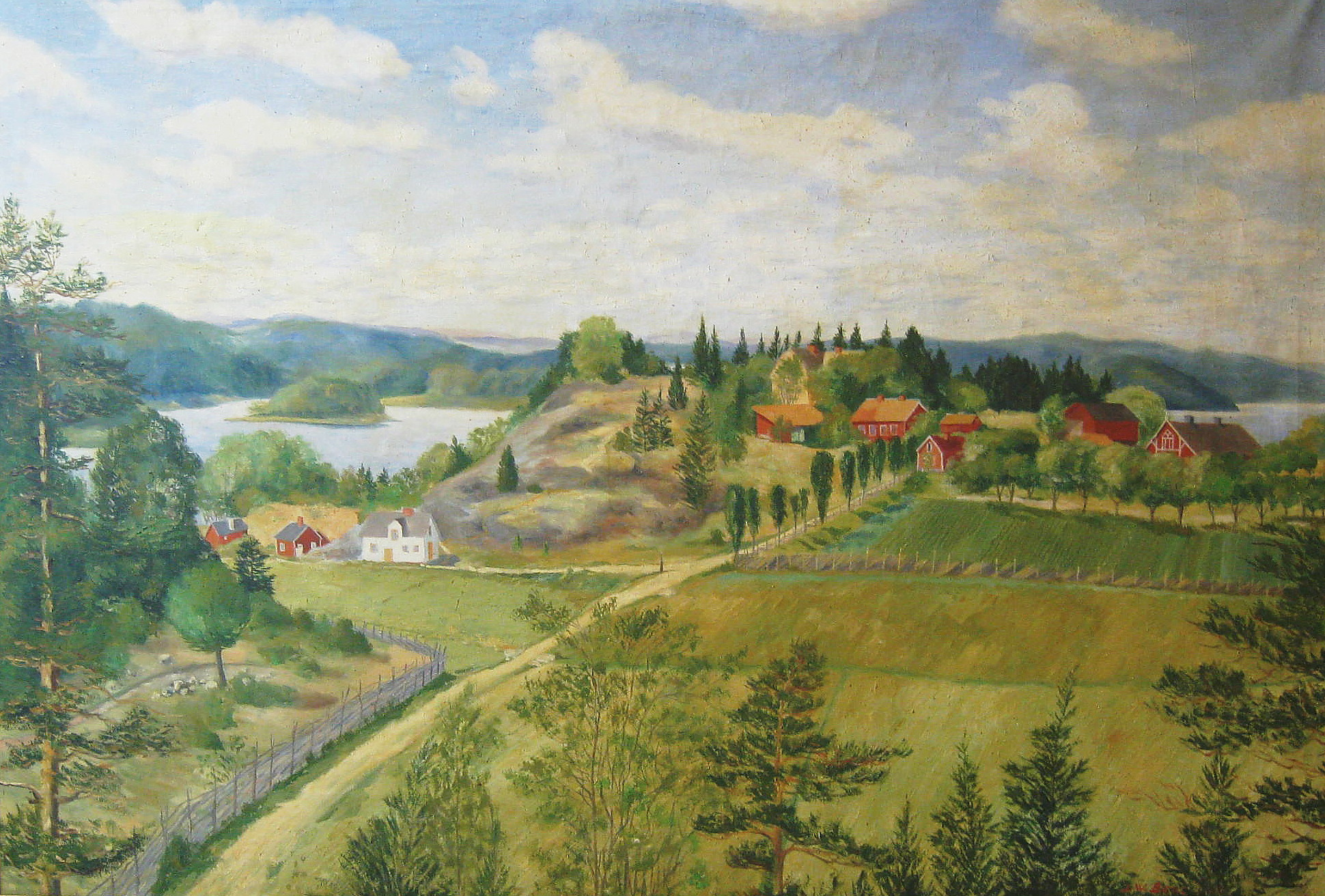
Ålstens marker med Ålstens gård uppe på bergshöjden på en oljemålning från början av 1900-talet.

Gustav Vasas kungsgård och Ålstens marker och är ett område i nuvarande Ålsten i södra Bromma, väster om Stockholm, som under medeltiden ägdes av Gustav Vasa. Ålstens gård var tidigare en kungsgård under Gustav Vasa och Clara kloster. Ålstens gård, som ännu finns kvar, har givit sitt namn åt stadsdelen Ålsten i Bromma. Gården ligger på höjden vid Brantstigen 12. Rester av gårdens gamla allé finns också kvar.

## Ålstens gård
En gång i tiden fanns det en kungsgård i Bromma, åtminstone några år vid 1500-talets mitt. Det var Gustav Vasa, som gjorde Ålstens gård till sin med beteckningen "arv och eget". I samband med reformationen hade den överförts från Clara kloster, som den tillhört under medeltidens slut, till Danvikens hospital, som därigenom blev den största markägaren i Bromma.
Gården ligger topografiskt skild från den övriga Brommabygdens gårdar, som finns i mellersta och norra Bromma. Asunda kan vara farleden mellan Höglandet och Kersön, men kan också vara dåvarande sundet mellan Ålstenshöjden med gravfältet och den ö, som den västra höjden då utgjorde.
Asundas marker (Ålstens marker), täckte troligen stora delar av Brommalandet i söder. Ålstens gård var en stor kungsgård med vidsträckta ägor som från början lydde under Clara kloster inne i Stockholm. Gårdens mark sträckte sig ner mot Grönviksvägen och upp till Olovslund, till Nyängsvägen och bort mot Smedslättens gård. Arkivmaterial från 1300-talet visar att ägarna till Asunda sålt, bytt eller donerat mark till just Clara Kloster, till ståndspersoner eller till borgare i Stockholm. Namnet Alasten är skriftligt belagt även 1418. Då avträddes mark till en Magnus Birgersson. Omkring år 1500 tycks namnet Asunda försvinna och ersättas av Ålsten. Namnet skrevs 1568 Ålestenn, 1620 Ålasten och 1645 Ahlsten. Jätteblocket vid Ålsten vid stranden kan ha gett namn åt området, Alesten kan betyda "stenen vid segelrännan". Det finns också andra tolkningar, till exempel betyder "al" också långsträckt höjd. Den var en gång avskild från resten av Bromma genom ett sund, där nu Alviksvägen går.

## Kortfattad historik
| Stenmurens grund vid Ålstens gård är möjligtvis från Gustav Vasas tid. |  | Stenmurens grund vid Ålstens gård är möjligtvis från Gustav Vasas tid. |
| Stenmurens grund vid Ålstens gård är möjligtvis från Gustav Vasas tid. |  |                                                                        |

I ett pergamentsbrev daterat den 16 maj 1339 uppges att "Niels i Kimsta säljer 4 örtugland och ger ett örtungland i Asunda till Clara kloster". Ålstens gård är omnämnd 1339 som Asunda. Gården kom senare i Gustav Vasas händer. Han skrev att han ville behålla den så att ”vij kunne haffve ther etth natläger bär thet behoff giörs och vij ther framdrage”. Ålstens gård blev senare arrendegård under Åkeshov och såldes till arrendatorn 1853 och till staden 1905. Huvudbyggnaden är präglad av ombyggnader vid sekelskiftet omkring 1900 och senare. Tolkningen av namnet Ålsten är osäker, men språkforskarna utesluter inte att det syftar på det stora klippblocket vid båthamnen där man kan ha bedrivit ålfiske. På klippblocket står ett Arla Coldinu-kors.
Gården är känd under medeltiden. Riksföreståndaren Sten Sture den äldre föreslog år 1497 ärkebiskop Jakob Ulvsson i ett brev från Stockholm, att han ville möte ärkebiskopen "widh Alesthen oppo en holma". I svar från ärkebiskopen föreslog denne istället ett möte på en holme på i Stäketsundet. Det finns idag inga spår av den forntida eller medeltida bebyggelsen. Gustav Vasa behövde på äldre dagar övernattningsställen vid sina resor med båt i Mälaren. Kungen köpte Ålstens gård 1544 från borgaren i Stockholm Carl Andersson. Denne friköpte gården från dåvarande ägaren Danvikens hospital. Gustav Vasa lät bygga en kungsgård nära krönet av klippan. Ålstens gård var Gustav Vasas "arv och eget". Huset fick en mäktig stengrund. Det sägs vara samma grund, som nuvarande hus med adress Brantstigen 12 vilar på. Ytterväggarna är 1,5 m tjocka. De är byggda med stora stenar.
Gården köptes 1624 av riksmarskalken Åke Axelsson Natt och Dag. Han gjorde Ålsten till säteri. Senare blev den arrendegård under Åkeshovs slott. Under 1700-talet ägdes gården av generallöjtnant, greve Erik Gustav Stenbock och därefter av släkten Stierncrona, justitiekansler, friherre Gabriel Stierncrona och hans arvingar, till mitten av 1800-talet. Gården köptes 1872 av inspektor Lars Wedholm. Dennes arvingar sålde den 1893 till Pehr Bergstedt, ingenjör och ägare av Lars Monténs ljusfabrik i Alvik. Stockholms stad övdertog Ålsten år 1905. Huvudbyggnaden restaurerades 1936. I husförhörsprotokoll från 1876-1880 nämns ett tegelbruk på Ålstens ägor.

## Mer detaljerad historia

### Gustav Vasa köpte Ålstens gård

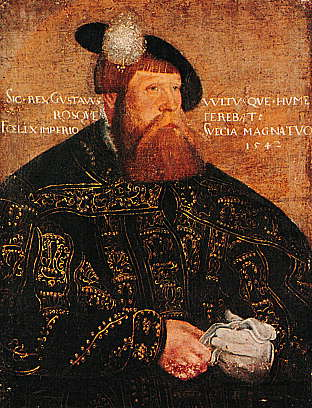
Gustav Vasa.

Gården, som har medeltida anor hette ursprungligen Asunda. Första gången namnet förekommer är i en köpehandling från 1339. Ålstens gård finns omnämnt i 1568 års jordebok som kronohemman. Gustav Vasa lät bygga sig kungsgården Ålsten, som han tyckte låg på lagom avstånd från huvudstaden för att tjäna som övernattningsställe. Han ägde gården från 1544. Vid sina resor med båt på Mälaren behövde Gustav Vasa övernattningsställen på äldre dagar. Som ovan nämnts skrev Gustav Vasa att han ville behålla Ålstens gård så att "vij kunne haffve ther etth natläger när thet behoff giörs och vij ther framdrage". Ålstens gård blev senare arrendegård under Åkeshov, vars ägare Åke Axelsson Natt och Dag gjorde den till säteri. 1853 friköptes gården och såldes till arrendatorn. Cirka 40 år senare ombyggdes gården med den stora glasverandan med två våningar.
1544 köpte Gustav Vasa Ålstens gård från borgaren i Stockholm, Carl Andersson, och lät bygga en kungsgård nära krönet av Ålstensklippan. Carl Andersson friköpte gården från dåvarande ägaren, Danvikens hospital. Ålstens gård var Gustav Vasas "arv och eget". Huset fick en mäktig stengrund. Stengrunden finns kvar i det nu bevarade huset på Brantstigen 12. Det sägs vara samma grund, som nuvarande hus vilar på. Ytterväggarna är 1,5 meter tjocka. De är byggda med stora stenar.

### Egendomarna Ålsten och Linta ägdes av Gustav Vasa
I en skattelängd från år 1557 kan man läsa, att konung Gustav Vasa ägde Åsunda gård, det vill säga nuvarande Ålstens gård, och från 1569 även Linta by vid nuvarande Bromma flygfält. Egendomarna Ålsten och Linta by sammanfördes med Torvesund på Lovön till Torvesunds slottslän. Kungsgården med namnet Torvesund var anlagd av Gustav Vasa. Den omdöptes mot slutet av 1500-talet till Drottningholm. Under 1550-talet köpte och bytte Gustav Vasa till sig alla gårdar på Lovön, utom prästgården. Med vissa mindre förändringar lär Ålstens ägogräns ha varit densamma från Gustav Vasas tid till början av 1900-talet.
Så sent som 1531 ägde kronan endast en gård i Norrby. Från 1566, under Erik XIV:s regeringstid, redovisades samtliga byar som kungens arv och privata egendom. Byarna löd då under kungsladugården Torvesund (även Thoresund) som blev säte för en fogde. Drottningholms kungsgårds första slottsbygge påbörjades av Johan III år 1579 och han kallade slottet "Drottningholm" efter drottning Katarina Jagellonica. Gårdens mark omfattade nästan hela Lovö socken på Lovön, dagens Ekerö kommun.
De bönder, som arbetade på dessa kronogårdar, kallades för kronobönder. Kronoarrende är en upplåtelseform för en gård som brukades av bönder med egen avel (djurhållning) mot ersättning (arrende) till kronan. Arrendatorn av en kronogård hade ett bättre besittningsskydd än arrendatorn av frälsegårdar (som ägdes av adeln) under 1600-talet. Gustav Vasa införde ett förbud för adliga kvinnor att gifta sig ofrälse. En bonde, som själv ägde sin jord, kallades däremot för skattebonde. Han fick betala skatt till kronan.
Under stormaktstiden koncentrerades markinnehavet till några få stora gods. Lennart Torstenson förvärvade Ulvsunda och Linta. Under honom och hans efterföljare byggdes godset ut till att omfatta den östra halvan av Bromma.
Nockeby, som låg norr om det dåvarande samhället, förvärvades av Åke Axelsson Natt och Dag, som han gav namnet Åkeshof. Han inköpte även Ålsten och Stora Ängby och skapade därigenom ett gods som var praktiskt taget lika stort som Ulvsunda och omfattade nästan hela västra Bromma.

### Ålstens marker i Bromma på 1500-talet
Namnet Asunda tycks försvinna och ersättas av namnet Ålsten omkring år 1500. Under några år vid 1500-talets mitt var det en kungsgård i Bromma. Det var Gustav Vasa som gjorde Ålstens gård till sin med beteckningen "arv och eget". I samband med reformationen hade gården överförts från Sankta Klara kloster till Danvikens hospital. Danvikens hospital blev därigenom den största markägaren i Bromma. Danvikens hospital hade tillkommit på initiativ av Gustav Vasa under 1500-talet.

### Reformationen och kyrkans jord i Bromma
När reformationen kom störtades den katolska kyrkan med alla sina kloster av Gustav Vasa. Då fick den svenska staten hand om kyrkans jord i Bromma. Danvikens hospital, som var ett sjukhus i Stockholm, fick största delen av klostrens jord i Bromma och blev därmed socknens största jordägare. Reformationsriksdagen hölls i Västerås 1527. Klostret revs vid Gustav Vasas reduktion 1527 och stenarna användes till att förstärka stadens försvarsmurar, Stockholms stadsmurar, däribland förmodligen Birger jarls torn. Danvikens hospital tillkom på initiativ av Gustav Vasa. Den 21 februari 1551 skrev han ett brev från Västerås där han beordrade Stockholms borgare att flytta det befintliga hospitalet, Stockholms hospital eller Helgeandshuset på Helgeandsholmen.
En annan gård i Bromma, som mot slutet av 1500-talet togs av kronan, var Ulvsunda. Då ägdes Ulvsunda av ätten Bååt. Därpå skänktes den till Johan Ekeblad (1629-1696), som år 1634 ägde Ulvsunda.
Av Ekeblads brev framgår hans stora intresse för jakt; han jagade tjäder, orre, hare, räv, ja, till och med sidensvansar, ibland i hembygden med de egna jakthundarna, ibland i Stockholms- eller Brommatrakten. Ekeblad var syssling till fältherren Lennart Torstenson. Ulvsunda slott uppfördes 1644-1645 av fältmarskalken Lennart Torstenson. Den berömde krigaren bytte detta år, 1634, till sig Ulvsunda med alla dess stora jordområden. Bland dessa var också Essingeöarna, som nu på så sätt kom att tillhöra Bromma socken. Fram till 1916 var Essingeöarna en del av Bromma socken och inkorporerades då med socknen till Stockholms stad. Essingeöarna kvarstod som en del av Bromma församling ända till 1955, då en egen församling bildades.

### Medeltida historia och Asundamarken
Under vikingatiden och medeltiden låg det bara en större gård i södra Bromma, nämligen Ålsten. Under medeltiden ägdes de flesta gårdarna i Bromma av kyrkliga institutioner i Stockholm. Sankta Klara kloster var en stor markägare. En tid var klostret den största jordägaren i sydöstra Uppland. Sankta Klara kloster omtalas för första gången på 1280-talet, då i samband med Magnus Ladulås donation av en tomt på Norrmalm. Donationen följdes av andra. Stora delar av nuvarande Östermalm samt flera skärgårdsöar låg med tiden under Klaraklostret. En anledning till behovet av egendom var att nunnorna inte fick lämna klostret och således inte kunde vandra omkring och tigga bröd och allmosor (vilket franciskanerna kunde). Det var på samma plats som Johan III senare lät bygga Sankta Klara kyrka i Stockholm. Klostret låg där Klara kyrka på Norrmalm i Stockholm idag ligger. Magnus Ladulås dotter, prinsessan Rikissa Magnusdotter av Sverige (ca 1284–1348), blev i vuxen ålder föreståndare för nunneklostret, hon blev 1335 abbedissa fram till 1348. Om prinsessan Rikissa vet man inte mer än vad Erikskrönikan berättar.
Reformationen i Sverige påbörjades när Gustav Vasa regerade 1523–1560 och innebar att de formella banden mellan kyrkan i Sverige och den Romersk-katolska kyrkan bröts samt att den svenska kyrkligheten antog en luthersk bekännelse. Reformationen markerar medeltidens slut i Sverige. Sverige blev genom reformationen protestantiskt. När Sankta Klara kloster upplöstes efter reformationen fick de hemlösa nunnorna ta sin tillflykt till Riddarholmskyrkan och klosterbyggnaderna användes som sjukstugor, ända tills Gustav Vasa tyckte att det stank så illa att allt förpassades ut till Danvikens hospital vid Danviken i Nacka. Vid riksdagen i Västerås 1527 gavs kungen makt att dra in kyrkliga egendomar och kyrkliga ämbetsutnämningar krävde därefter kungligt godkännande. Nunneklostret Sankta Klara kloster revs och jämnades med marken redan 1527 vid Gustav Vasas reduktion. En anledning kan ha varit hans rädsla för att det vid belägring skulle utnyttjas av fienden.
År 1497 föreslog riksföreståndare Sten Sture den äldre till en ärkebiskop Jakob Ulvsson i ett brev från Stockholm, att han ville möta ärkebiskopen "widh Alesthen oppo en holma". Ärkebiskopen svarade från Almarestäket att han inte ville "komma till tals med idher inwider Alesthen". Han föreslog istället ett möte på en holme i Stäket.
Ärkebiskopsborgen vid Almarestäket var ärkebiskop Jakob Ulvssons borg vid denna tid. Stäkets rivning skedde 1518, några år efter att han lämnat sin post som ärkebiskop. Stäkets rivning var slutpunkten på en maktkamp mellan Sveriges riksföreståndare Sten Sture den yngre och ärkebiskopen Gustav Trolle. Ärkebiskopens borg Almarestäket låg på Stäksön i Mälaren på den viktiga landvägen mellan Västerås och Stockholm. Frågan kom att gälla om ärkebiskopen hade rätt till Stäkets län eller om riksföreståndaren kunde dra in länet till kronan. Redan under medeltiden hade en borg byggts på Stäketsholmen och den fungerade som försvarsanläggning. Som ärkebiskop var Ulvsson ledande i riksrådet. I den politiska maktkampen hörde han till dem som motarbetade Sturarna. Efter kriget mot Ryssland 1495–1497 krävde han riksföreståndaren Sten Sture den äldres avgång. Sten Sture den äldre utsatte därpå ärkebiskopens borg Almarestäket för belägring i juni 1497. Ärkebiskopen svarade med att bannlysa Sten Sture. När den danska flottan anlände till Stockholm i augusti samma år tvingades Sten Sture avbryta belägringen och i oktober avgå som riksföreståndare. 
Stäkets rivning skedde 1518. Jakob Ulvsson var Sveriges ärkebiskop 1469-1515 och genom sina 46 år som ärkebiskop var han den, som har innehaft detta ämbete under längst tid. Omkring femtio år senare, 1545, köpte Gustav Vasa Ålsten. År 1545 var det första gången namnet Ålsten användes officiellt. Det skrevs först Asunda i de medeltida handlingarna, senare Alasten (Alesten).
Omkring år 1700 var allting i södra Bromma ännu bara skog med åkrar och ängar. Åker- och ängsmarker fanns vid Guldsmedstorpet (senare Traneberg), Alviken, fram emot Ulvsunda och omkring nuvarande Äppelvikstorget. Det fanns åkrar och ängar kring tre torp, nämligen Humlegårdstorpet, Fiskartorpet och Nytorpet i Åkeshov-Olovslundstrakten. Vidare fanns det åker- och ängsmarker vid Smedslätten och vid Ålsten omkring nuvarande Ålstensgatan och i trakten av Ålstens gård.

## Pergamentsbreven med bytesaffärerna

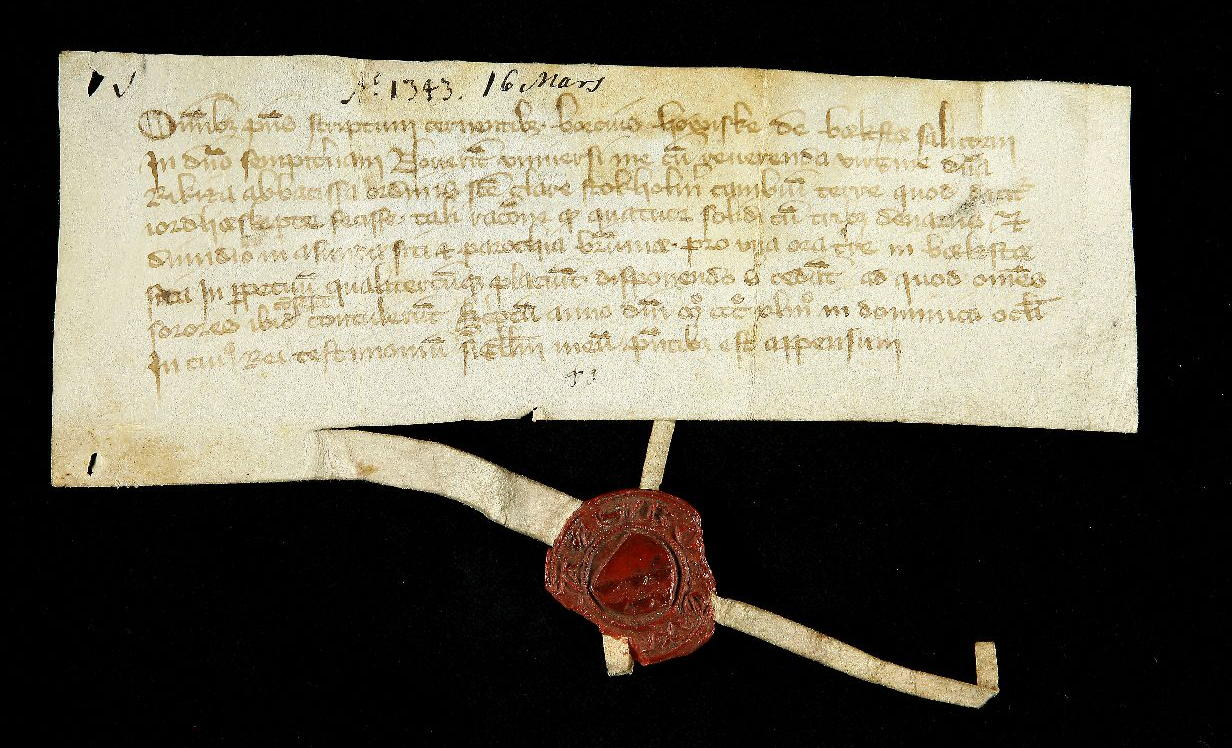
Bo Höviske i Bällsta 1343.

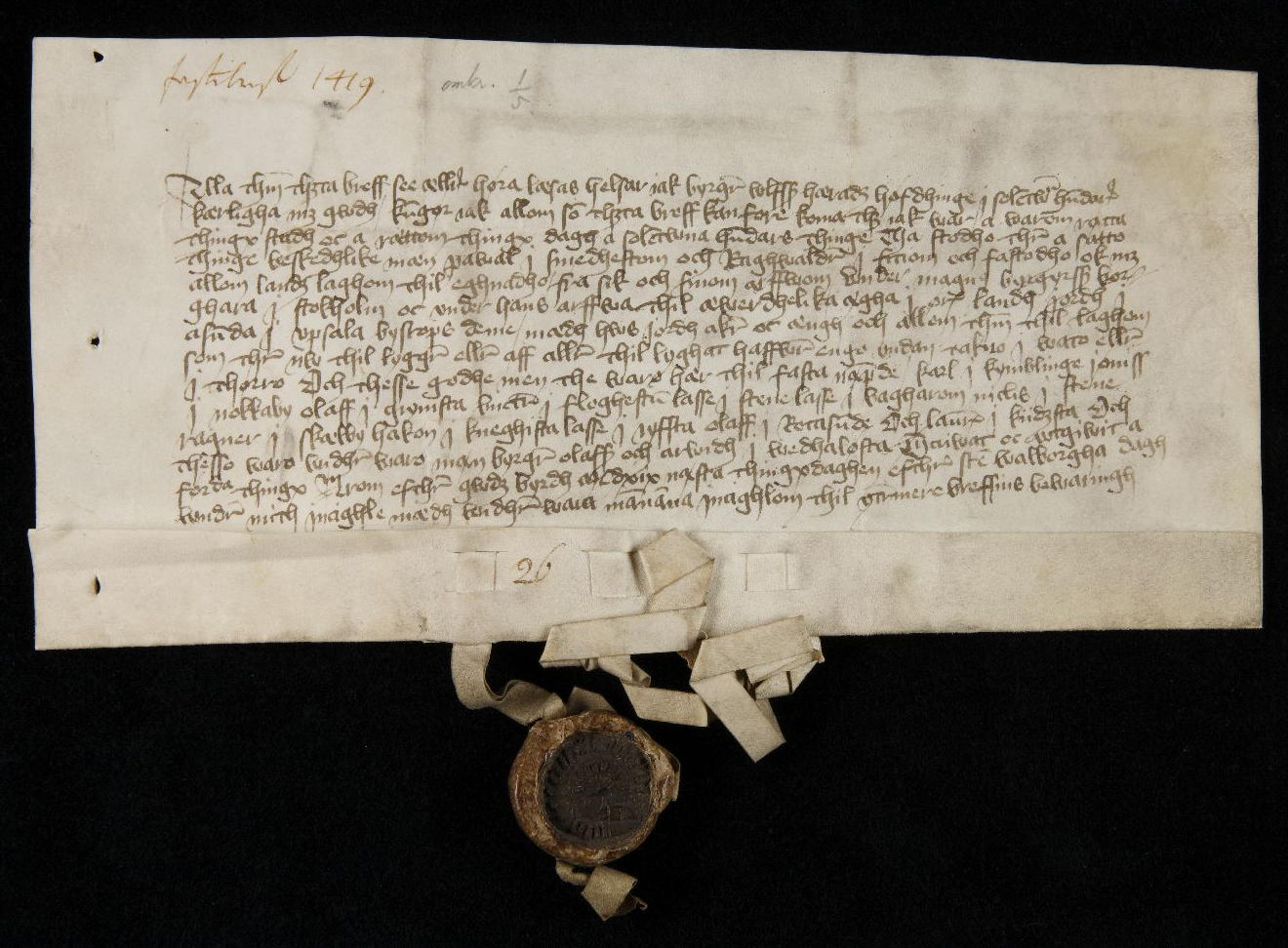
Birger Olofsson (Ulfsson), fastebrev Ålsten, 1419.

- Nils i Kimesta 1339. I ett pergamentbrev daterat den 16 maj 1339 uppges att "Niels i Kimesta säljer 4 örtugland[21] och ger 1 örtugland i Asunda till Sankta Klara kloster." Klostret grundades 1289 och uppkallades efter Klara av Assisi. Kung Magnus Ladulås (ibland kallad Magnus Birgersson, eller Ladislaus) (1240-1290) hade i början av 1280-talet beslutat att grunda klostret. Genom Magnus Ladulås generösa donationer fick nunneklostret tillgång till mark långt utanför stadens gränser (Stadsholmen). Han donerade 1286 den mark där klostret skulle ligga, och 1288 flera gårdar som skulle utgöra dess inkomst, däribland Rörstrand, Karlberg samt Djurgården med tillhörande fisken. Han lät också lägga om vägen till Uppsala för att den inte skulle störa klostret. Vid grundandet 1289 lät Magnus Ladulås placera sin sexåriga dotter, Rikissa Magnusdotter av Sverige i klostret, där hon senare, 1335, skulle komma att bli dess abbedissa. Hon regerade till åtminstone 1347.
- Bo Höviske och Rikissa Magnusdotter 1343. Abbedissan Rikissa Magnusdotter av Sverige var 1343 inblandad i diverse bytesaffärer när det gäller Asundamarken, liksom Bo Höviske i Bällsta. "Bo Höviske i Bällsta bortbyter 4 örtugland, 3½ penningland i Asunda (nu Ålsten) i Bromma socken till abedissan Rikissa i S:ta Klara kloster i Stockholm, mot ett öresland i Bällsta." Pergamentsbrevet i Riksarkivet är daterat den 16 mars 1343. Penning var ett myntslag i Norden under medeltiden.[22][23]
- Torgils Clementsson 1415. Några andra inblandade i bytesaffärerna var den 23 juni 1415 "Torgils Clementsson, sporrsmed och borgare i Stockholm, och hans hustru Katarina Hemmingsdotter att sälja till borgmästaren i Stockholm Jösse Dene (Jussa Dene) jord i Asunda i Bromma socken."[24]
- Birger Olofsson (Ulfsson) 1417. I ett annat pergamentbrev, daterat den 5 maj 1418, finns uppgiften att "Birger Olofsson (Ulfsson), häradshövding i Sollentuna härad, utfärdat fastebrev på jord i Ålsten eller Åsunda inom Uppsala stift, som Tyrgils Sporasmidh, borgare i Stockholm, samt Östen Klockare och Jakob Nilsson avträtt till Magnus Birgersson, borgare i Stockholm."[25]
- Paval i Smesta och Ragvald i Fittja 1419. "Birger Olofsson (Ulfsson), häradshövding i Sollentuna härad, utfärdar fastebrev på jord i Åsunda i Uppsala stift, som Paval i Smesta och Ragvald i Fittja avträtt till borgaren i Stockholm Magnus Birgersson." Pergamentbrevet utfärdat den 1 maj 1419.

Asundas (Ålstens) marker täckte troligen stora delar i södra delen av Brommalandet. Under medeltiden tillhörde gården Sankta Klara kloster. Ägarna till Asunda har sålt, bytt eller donerat mark till Klara kloster, visar arkivmaterial från 1300-talet. Marken har sålts till ståndspersoner eller borgare i Stockholm. År 1418 är också namnet Alasten skriftligt belagt. Då avträddes mark till en man vid namn Magnus Birgersson. Inga spår av den forntida eller medeltida bebyggelsen finns kvar idag.